# شالیزارهای پلکانی بانائو

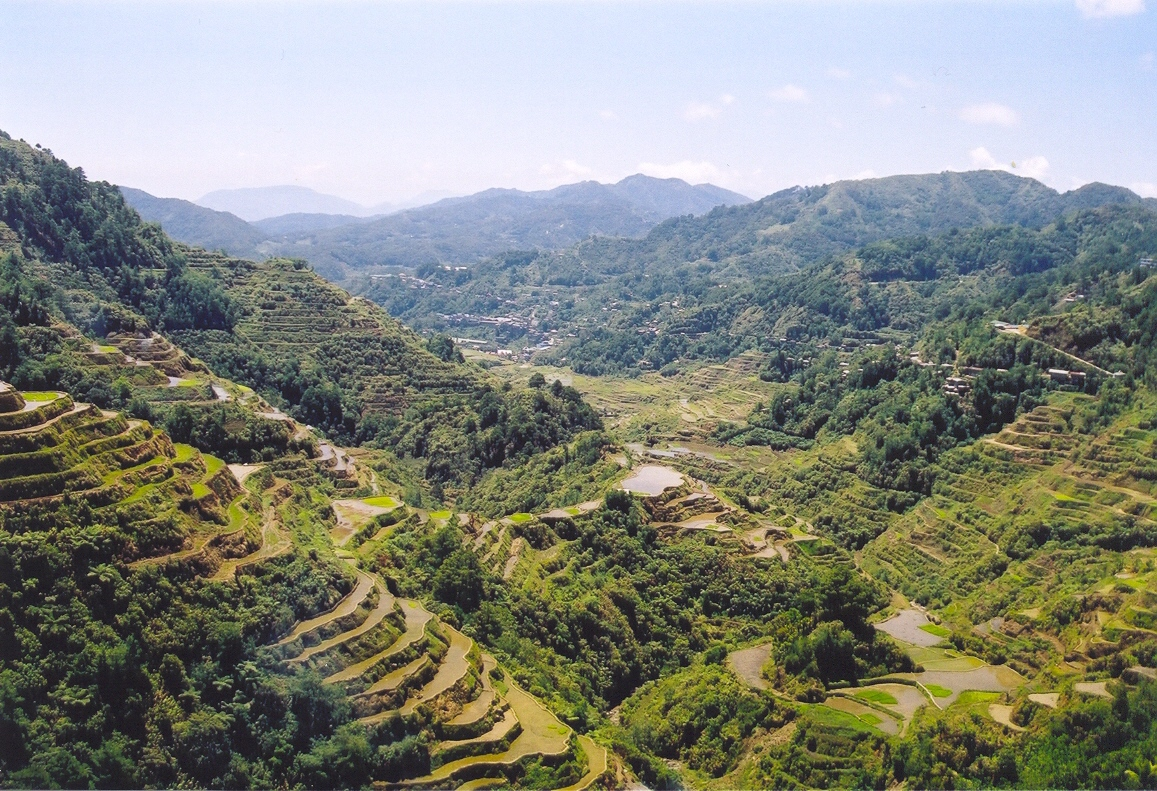
شالیزارهای پلکانی بانائو

شالیزارهای پلکانی بانائو نام شالیزارهای پلکانی‌ای در کوه‌های ایفاگائو در کشور فیلیپین است که در حدود ۲۰۰۰ سال قدمت دارد.
از شالیزارهای پلکانی بانائو به عنوان «یکی از شگفت‌انگیزترین پروژه‌های کشاورزی جهان» یاد می‌شود. این شالیزارها اکنون به عنوان یکی از دیدنی‌های گردشگری و میراث جهانی یونسکو در کشور فیلیپین شناخته می‌شوند.

## نگارخانه

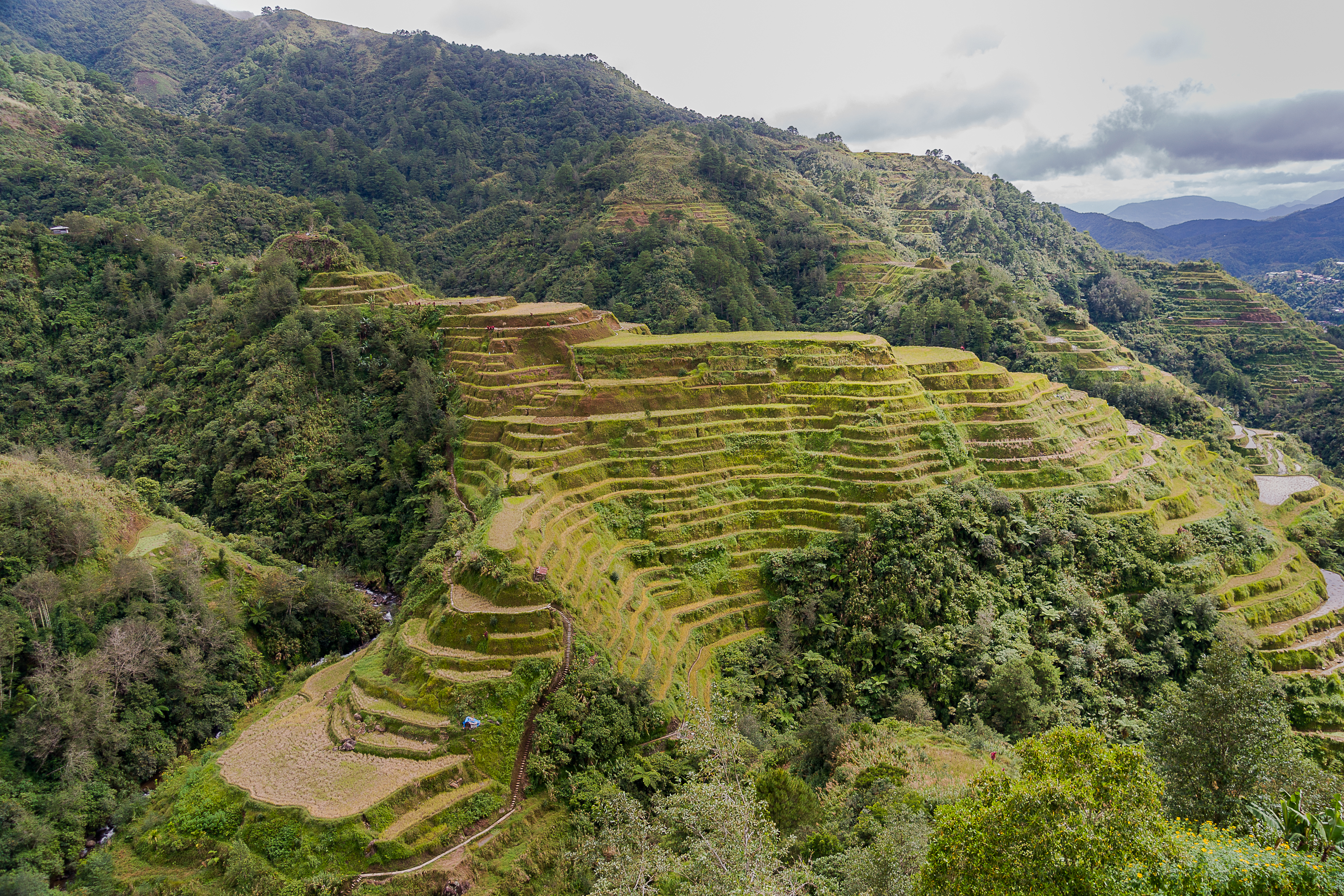
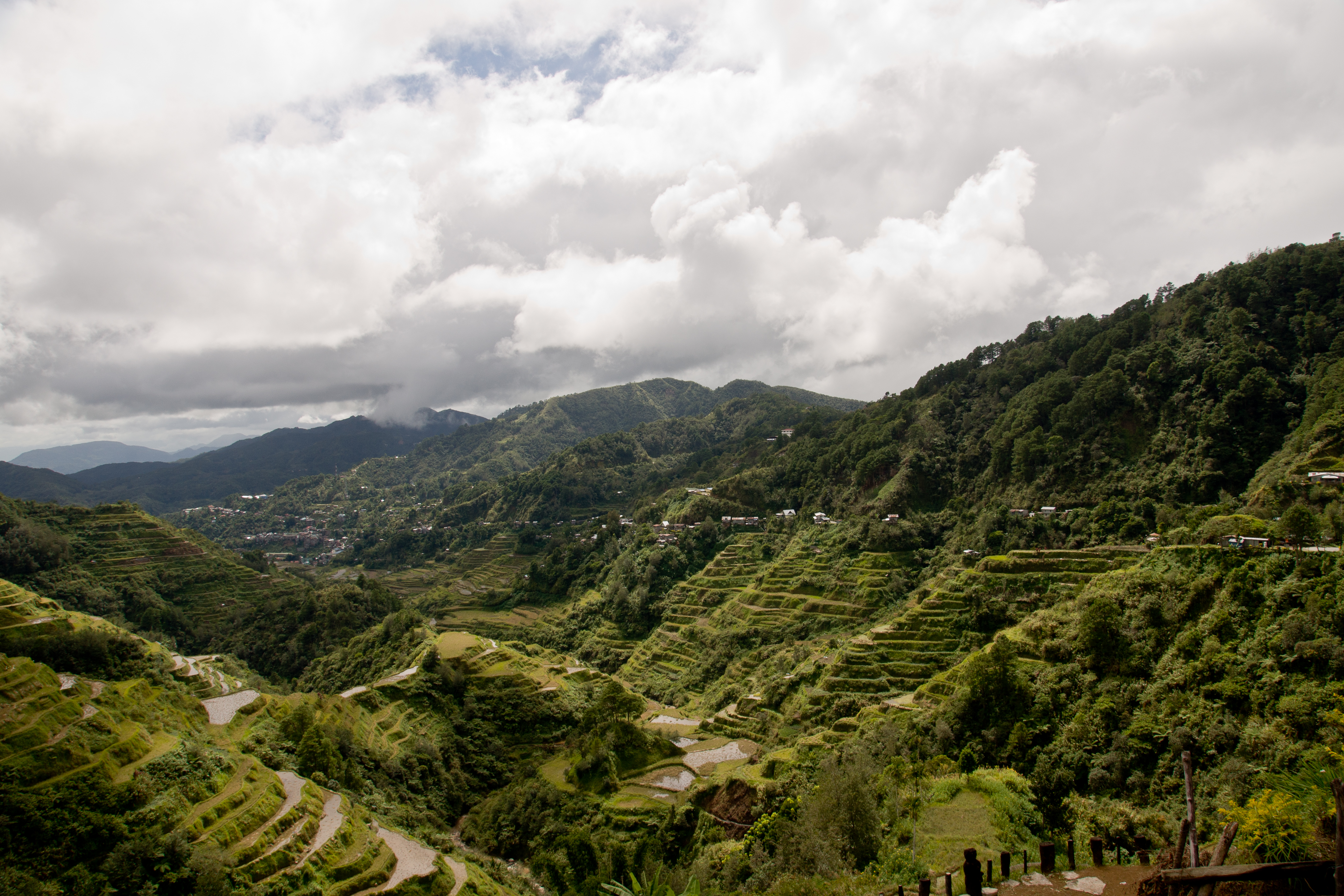
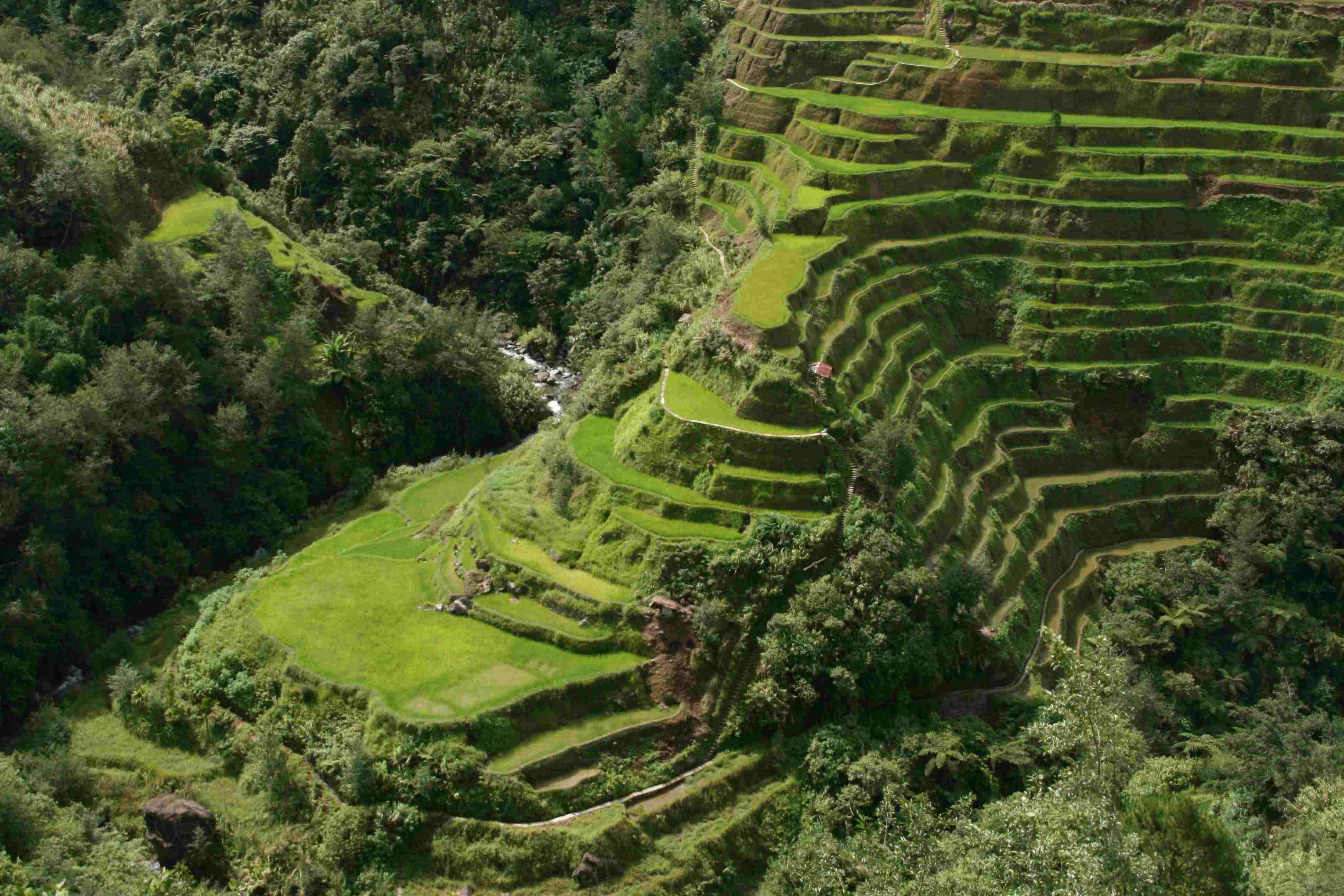
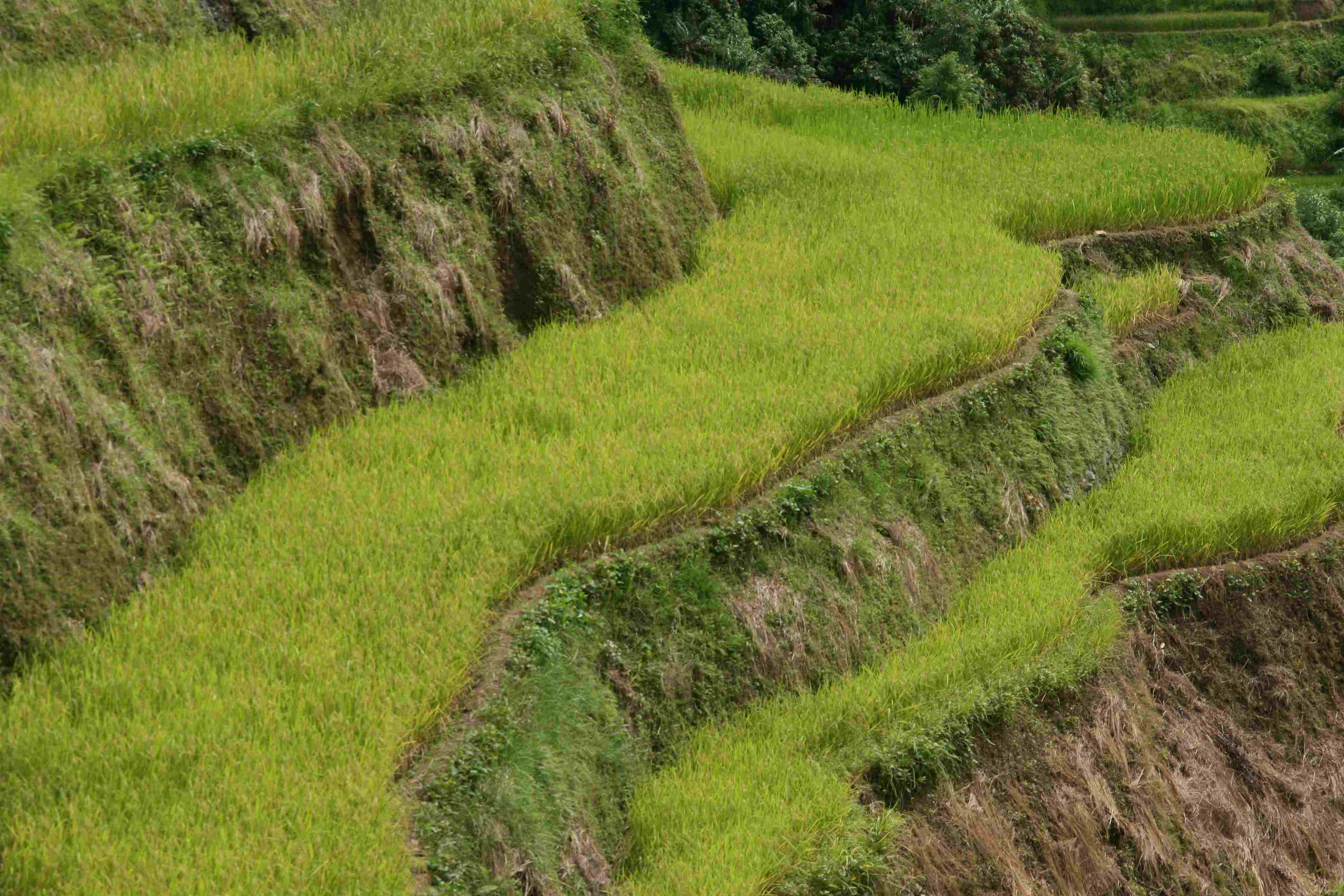